# Crithagra striolata
Il beccasemi striato (Crithagra striolata (Rüppell, 1840)) è un uccello passeriforme della famiglia dei Fringillidi.

## Etimologia
Il nome scientifico della specie, striolata, deriva dal latino e significa "munita di piccole strisce", in riferimento alla livrea di questi uccelli.

## Descrizione

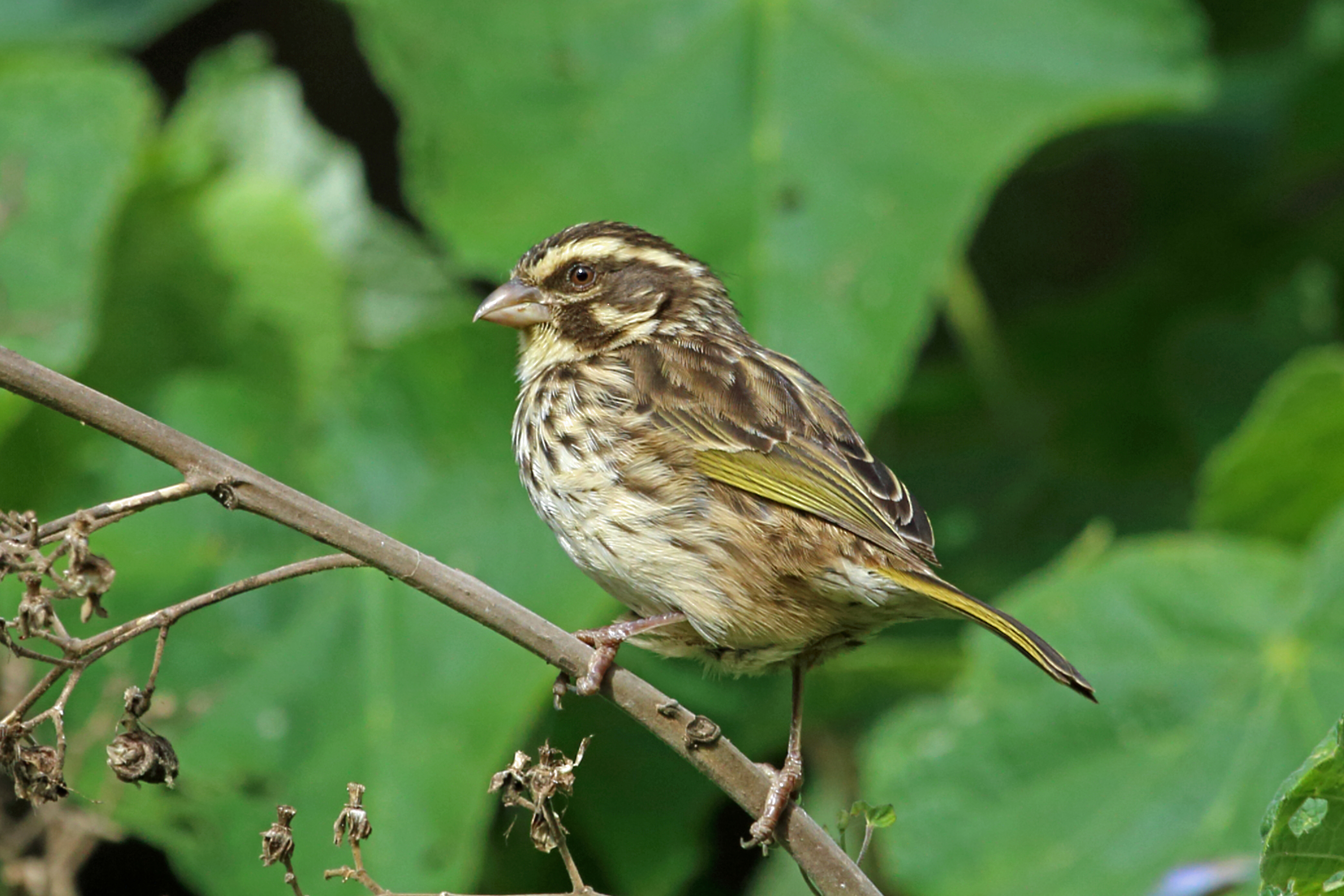
Esemplare nello Ngorongoro.

### Dimensioni
Misura 13,5–15 cm di lunghezza, per un peso di 18-26,5 g.

### Aspetto
Si tratta di uccelli dall'aspetto massiccio ma slanciato, muniti di testa arrotondata, becco conico, ali appuntite e coda dalla punta lievemente forcuta.
Il piumaggio si presenta di colore bruno su tutta l'area dorsale, mentre sulla faccia (anch'essa bruna e più scura rispetto al corpo) sono presenti i classici segni caratteristici di molte specie del genere Crithagra, costituite da sopracciglio, gola ed un'area a mezzaluna sotto la guancia di colore biancastro: petto e ventre sono anch'essi biancastri, con le singole penne munite di punta bruna, a dare alla livrea di questi uccelli un aspetto striato (da cui derivano sia il nome scientifico che il comune). Le remiganti secondarie presentano una forte sfumatura giallastra, talvolta riscontrabile anche ai lati della coda. Il becco è di colore grigio-nerastro (più chiaro alla base), le zampe sono di color carnicino-nerastro, gli occhi sono di colore bruno scuro.

## Biologia

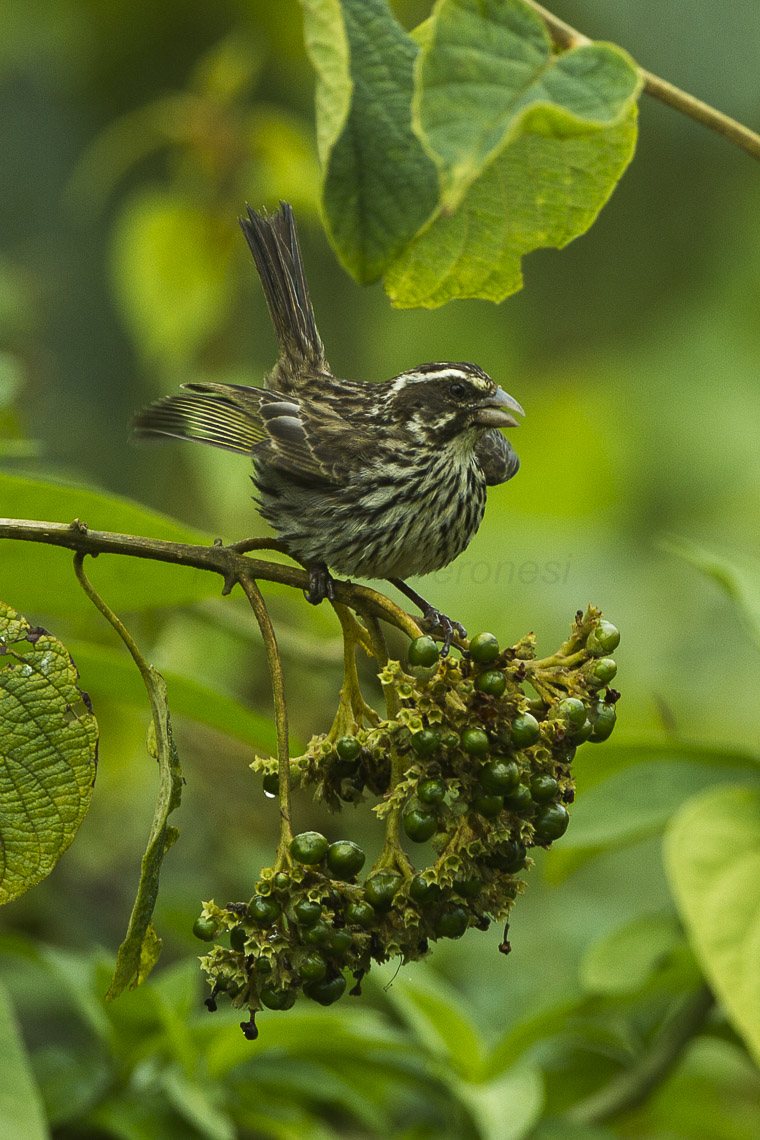
Esemplare canta e si nutre in Kenya.

I beccasemi striolati sono uccelletti molto vispi e vivaci, dalle abitudini essenzialmente diurne, attivi fin dalle prime ore del mattino: essi passano la maggior parte della giornata in movimento fra i cespugli o l'erba alta alla ricerca di cibo, da soli, in coppie o in piccoli stormi, per poi far ritorno al calare della sera su posatoi riparati per passare la notte.

### Alimentazione
Si tratta di uccelli dalla dieta essenzialmente granivora, che si nutrono perlopiù di piccoli semi (soprattutto di lobelia), ma mangiano anche bacche, frutti di piccole dimensioni, insetti ed altri piccoli invertebrati.

### Riproduzione

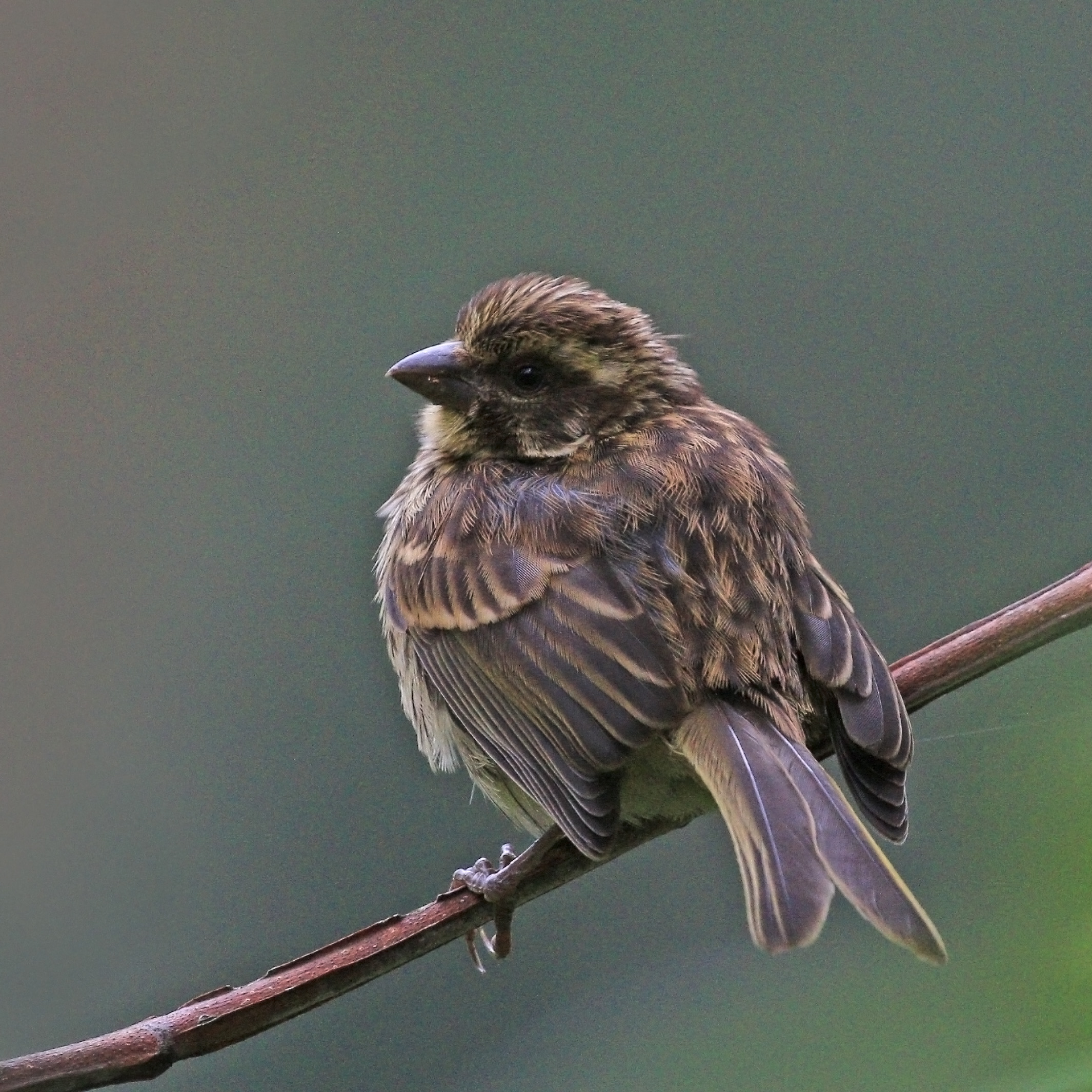
Giovane in Ruanda.

La stagione riproduttiva va da aprile ad agosto (e solo in questo periodo nelle aree sopra i 2200 m) e da ottobre a gennaio: si tratta di uccelli rigidamente monogami, con le coppie che portano avanti fino a tre covate l'anno.
I maschi attirano le femmine cantando da posatoi in evidenza: al sopraggiungere di una potenziale partner, essi cominciano il corteggiamento vero e proprio, seguendola insistentemente con becco semiaperto e puntato in alto così come la coda, ali anch'esse semiaperte ma puntate verso il basso e penne arruffate, soprattutto su testa e petto. Se la femmina è interessata, segnala la sua disponibilità all'accoppiamento accovacciandosi e spostando lateralmente la coda, permettendo in tal modo al maschio di montarla.
Il nido, a forma di coppa, viene costruito dalla sola femmina alla biforcazione di un ramo, intrecciando all'uopo fibre vegetali e foderando l'interno con lanugine animale o vegetale: al suo interno vengono deposte 3-6 uova, che la femmina cova da sola per circa due settimane. Il maschio, nel frattempo, staziona di guardia nei pressi del nido, cantando di tanto in tanto per mettere in guardia eventuali intrusi ed occupandosi di reperire il cibo per sé e per la compagna.

I pulli, ciechi ed implumi alla schiusa, vengono accuditi da ambedue i genitori: essi s'involano attorno alle tre settimane dalla schiusa, tuttavia tendono a continuare a rimanere nei pressi del nido, chiedendo di tanto in tanto l'imbeccata ai genitori (i quali il più delle volte stanno dedicandosi ad allestire una seconda covata), fino al mese e mezzo di vita, divenendo in seguito indipendenti e disperdendosi.

## Distribuzione e habitat

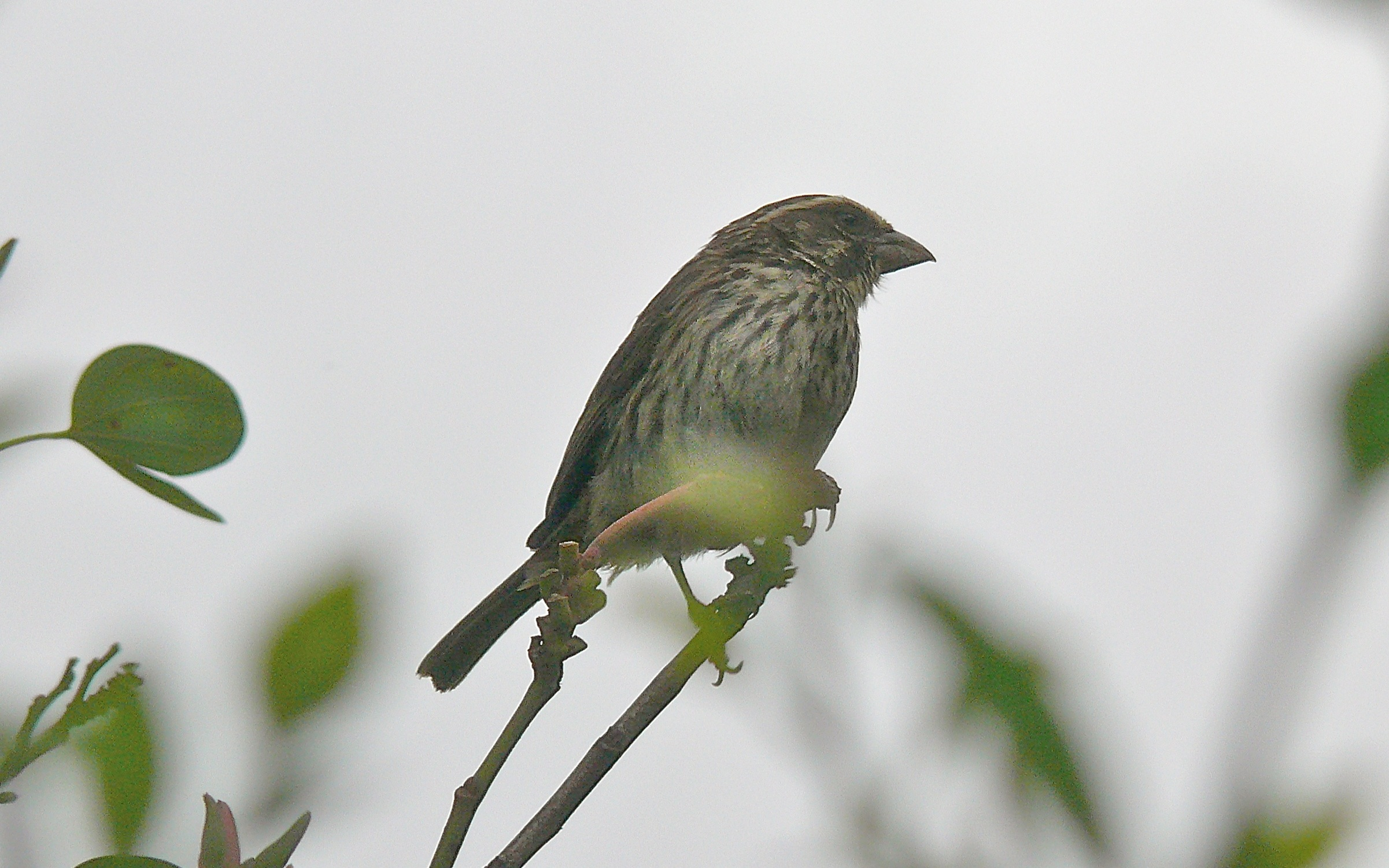
Esemplare a Nanyuki.

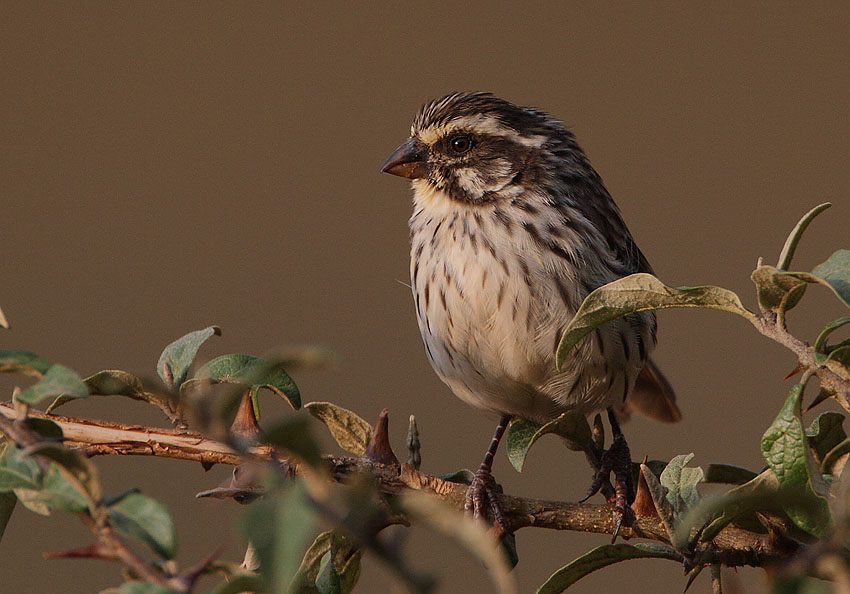
Esemplare sul Monte Kenya.

Con areale disgiunto, il beccasemi striato occupa buona parte dell'Africa orientale, essendo diffuso nel Corno d'Africa occidentale, nell'area fra Kenya e Tanzania e lungo il Rift Albertino.
L'habitat di questi uccelli è rappresentato dalle aree submontane e montane con presenza di foresta sempreverde secondaria o comunque con presenza di radure e campi di taglio: lo si può osservare anche in aree antropizzate alberate, come piantagioni, giardini e parchi suburbani.

## Sistematica
Se ne riconoscono due sottospecie:

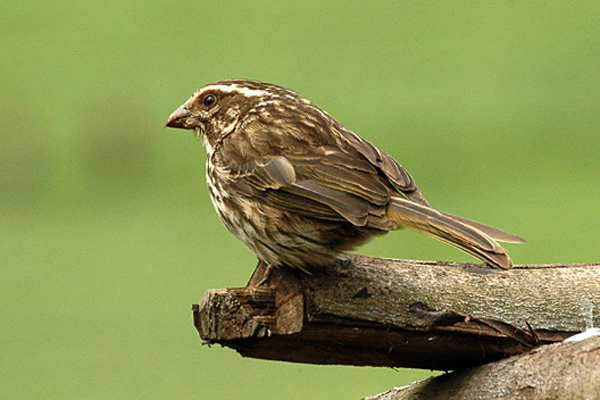
Esemplare della sottospecie graueri a Bwindi.

- Crithagra striolata striolata (Rüppell, 1840) - la sottospecie nominale, diffusa in Eritrea, Etiopia, nelle propaggini sud-orientali del Sudan del Sud, in Kenya centrale e da qui a sud fino alla Tanzania settentrionale;
- Crithagra striolata graueri (Hartert, 1907) - diffusa in Congo orientale, Uganda sud-occidentale, Ruanda e Burundi;

La popolazione diffusa nell'area del Kilimangiaro, parte della sottospecie nominale, dev'essere secondo alcuni elevata al rango di sottospecie a sé stante, col nome di C. s. affinis.

In passato anche il beccasemi cigliagialle veniva considerato una sottospecie del beccasemi striato, col nome di C. s. whytii: attualmente, tuttavia, si tende a considerare questi uccelli una specie distinta.